# Metallostichodes nigrocyanella
Metallostichodes nigrocyanella is een vlinder uit de familie snuitmotten (Pyralidae). De wetenschappelijke naam is voor het eerst geldig gepubliceerd in 1865 door Constant.
De soort komt voor in Europa.